# Mariä Himmelfahrt (Obersöchering)

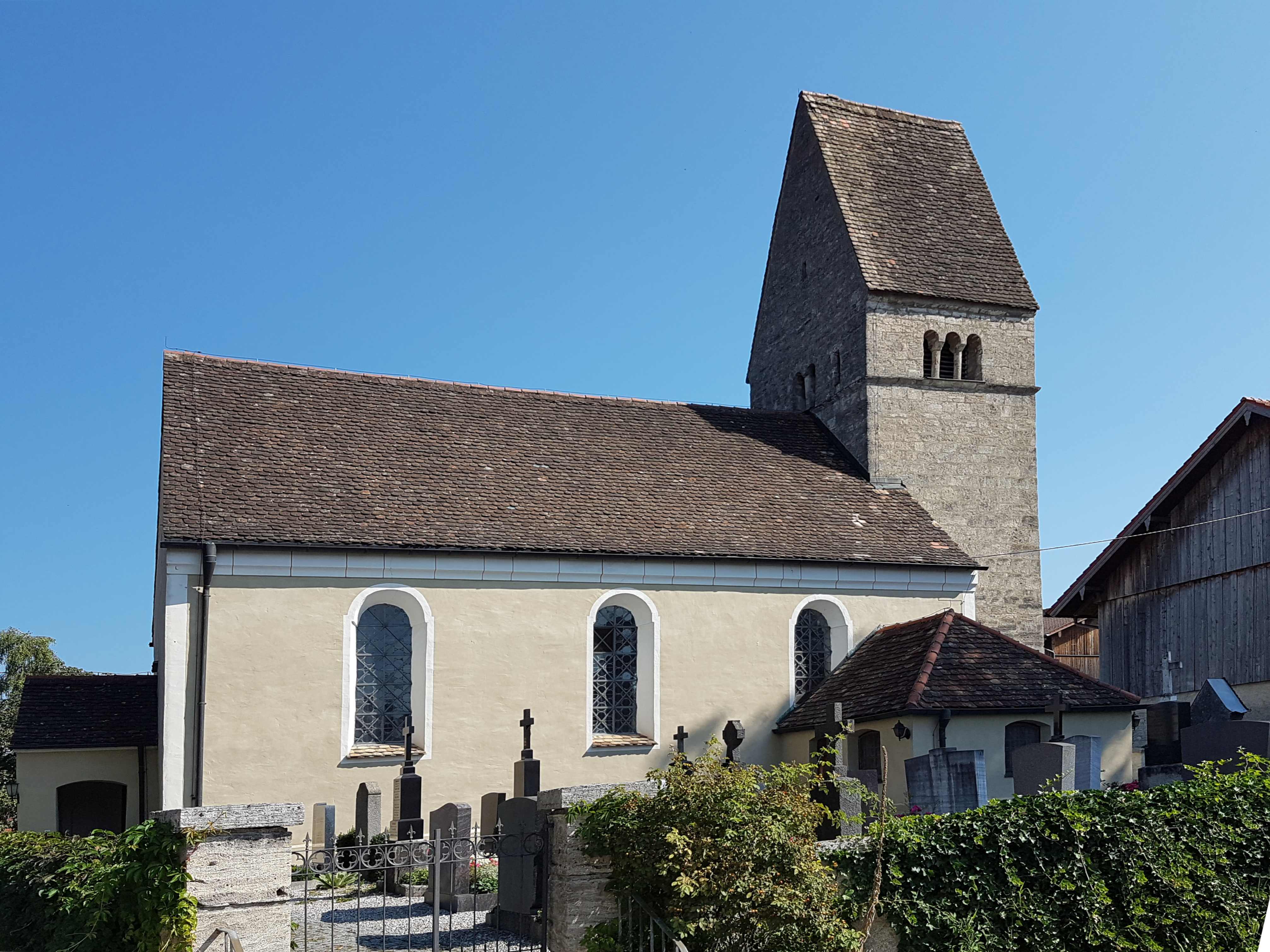
Mariä Himmelfahrt in Obersöchering

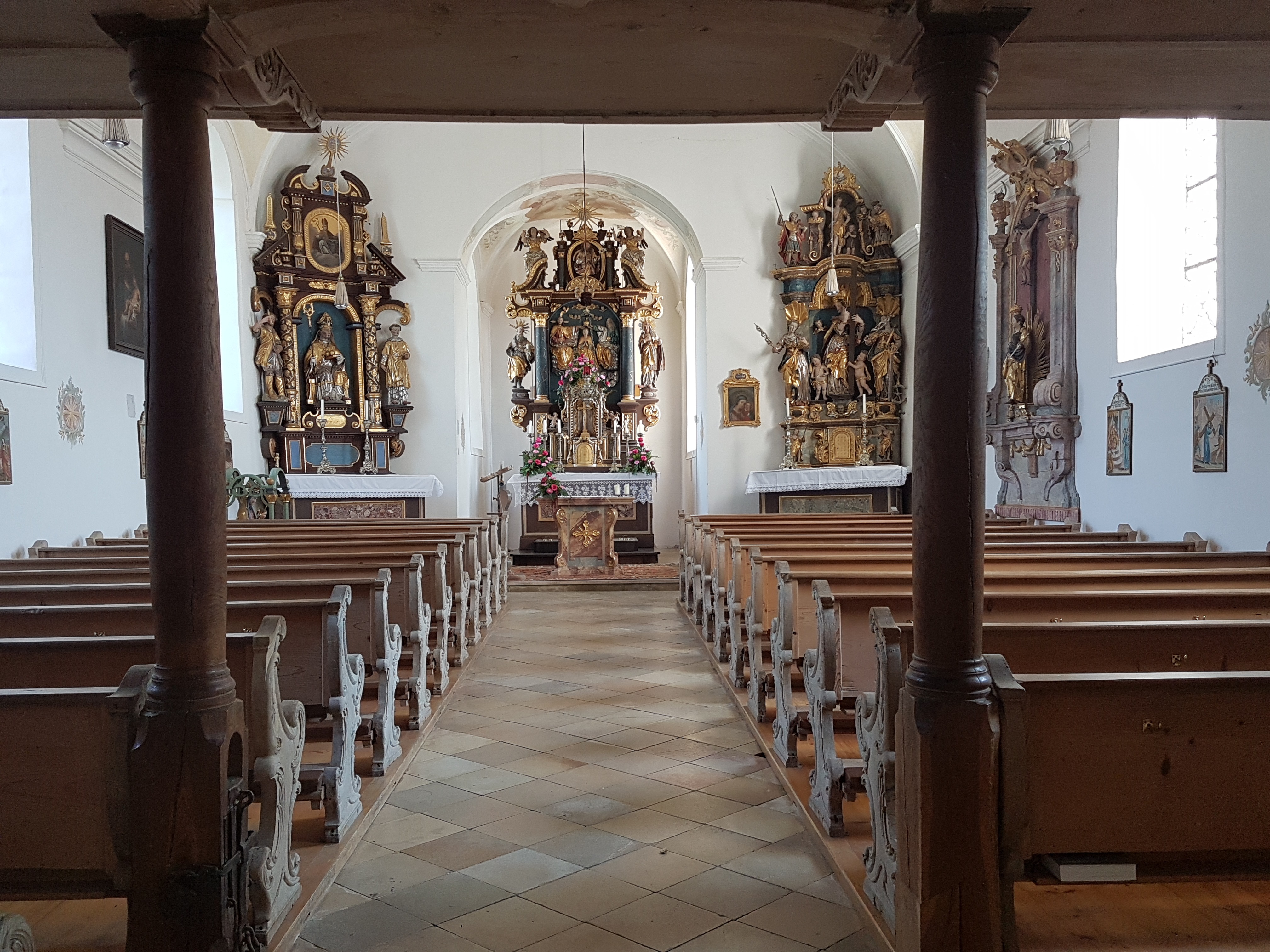
Innenraum

Die römisch-katholische Filialkirche Mariä Himmelfahrt, die sogenannte Liebfrauenkirche, steht in Obersöchering, einer Gemeinde im oberbayerischen Landkreis Weilheim-Schongau. Sie ist in der Liste der Baudenkmäler in Obersöchering als Baudenkmal unter der Nr. D-1-90-136-4 eingetragen. Die Kirche gehört zum Dekanat Benediktbeuern im Bistum Augsburg.

## Beschreibung
Die im Kern romanische Saalkirche wurde um 1200 erbaut. Sie besteht aus dem 1768 vergrößerten und barock umgestalteten Langhaus, dem Chorturm im Osten, der Sakristei an der Südwand des Langhauses und einem Vorbau an der Fassade im Westen mit dem Portal. Im obersten Geschoss des Turms steht hinter den als Triforien gestalteten Klangarkaden der Glockenstuhl. 
Der Innenraum des Langhauses ist mit einem Stichkappengewölbe überspannt. In der Deckenmalerei von 1789 ist die Aufnahme Mariens in den Himmel dargestellt. Der um 1660/70 gebaute Hochaltar wird von den Skulpturen des heiligen Joachim und der heiligen Anna flankiert. Im Altarauszug ist Josef von Nazaret dargestellt. Der Mittelteil des Altars zeigt in einem geschnitzten Relief Mariä Krönung durch Jesus und Gottvater.
Aus der gleichen Zeit wie der Hochaltar stammt der linke Seitenaltar mit Skulpturen der Heiligen Wendelin, Nikolaus und Laurentius. Der rechte Seitenaltar entstand wahrscheinlich Mitte des 18. Jahrhunderts. Die Statuen im unteren Teil zeigen die heilige Agatha, die heilige Kaiserin Helena, Mutter Konstantins des Großen, und die heilige Katharina von Alexandrien mit dem zerbrochenen Rad als Attribut, auf dem sie gemartert wurde. Von Helena heißt es, dass sie auf einer Reise nach Palästina Jesu Kreuz auffand, das sie in der Darstellung auf dem Altar hält. Im Altarauszug steht eine Figurengruppe des alttestamentlichen Tobias mit dem ihn begleitenden Erzengel Raphael. Die oberen Seitenfiguren stellen den heiligen Georg und den heiligen Johannes Nepomuk dar.
Die siebenregistrige Orgel wurde 1868 von Max Maerz gebaut.